# La aldea maldita (pel·lícula de 1930)
La aldea maldita és una pel·lícula de cinema mut escrita i dirigida en 1930 per Florián Rey. És considerada l'obra mestra del període silent del cinema espanyol. En 1942 el mateix director va dirigir una nova versió homònima d'aquesta pel·lícula.
La aldea maldita va ser concebuda com a pel·lícula muda. Així es va muntar i es va exhibir en una sessió privada organitzada per a la crítica a finals de març de 1930. La producció va anar a càrrec del mateix director i de l'actor principal, Pedro Larrañaga.
La distribuïdora del film però, va tenir problemes per estrenar-la, així que Florián i Pedro van decidir sonoritzar la pel·lícula als estudis Tobis, d'Epinay-sur-Seine. Afegiran diàlegs, un nou fons musical i algunes noves escenes que substituiran a les didascàlies de la versió muda. Aquesta versió sonora s'estrenarà a la sala Pleyel de París, el 10 d’octubre de 1930 i al cinema San Miguel de Madrid, el 8 de desembre del mateix any.

## Argument
Els fets es presenten en un poble de geografia indeterminada situat a Castella anomenat Luján al començament del segle XX. Mentre tot el llogaret emigra a la ciutat a causa de la gran sequera que assola el camp, Juan serà empresonat injustament per enfrontar-se a un cacic de la zona.

## Comentaris
Va ser rodada en la província de Segòvia als pobles de Ayllón, Pedraza, Sepúlveda i Segòvia.